# Кёсте, Клаус
Клаус Кёсте (нем. Klaus Köste; 27 февраля 1943, Франкфурт-на-Одере — 14 декабря 2012, Вурцен) — восточногерманский гимнаст, чемпион летних Олимпийских игр в Мюнхене (1972)

## Биография и спортивная карьера
Начал заниматься спортивной гимнастикой в 1949 году в возрасте шести лет в своем родном городе Франкфурт-на-Одере, затем переехал в Лейпциг. Выступал за спортивный клуб Института физической культуры (Лейпциг). Тренировался у Йохена Ноннаста и Зигфрида Фюлле. На чемпионатах ГДР в период с 1961 по 1974 гг. выиграл в общей сложности 34 индивидуальных медали.
Чемпион летних Олимпийских игр в Мюнхене (1972) в опорном прыжке. Бронзовый призёр Игр в Токио (1964), Мехико (1968) и Мюнхене (1972) в командном первенстве. Бронзовый призёр чемпионата мира в Любляне (1970) в упражнении на перекладине и в командном первенстве; двукратный чемпион Европы (1971 и 1973) в упражнении на перекладине. Серебряный призёр чемпионата Европы (1971) в упражнении на брусьях, бронзовый призёр (1971) — в опорном прыжке, (1973) — в многоборье и вольных упражнениях.
Вследствие травмы ахиллесова в 1974 г. был вынужден завершить спортивную карьеру. В 1975 г. окончил институт физической культуры (DHfK) по специальности учитель физкультуры.
- 1974—1976 гг. — главный тренер для женской сборной спортивного клуба «Лейпциг»,
- 1976—1985 гг. — главный тренер СК Лейпциг по спортивной гимнастике,
- 1985—1987 гг. — преподаватель института физической культуры,
- 1998—2002 гг. — помощник бывшего чемпиона мира по велоспорту Густава-Адольф Шура, избранного депутатом бундестага от ПДС,
- 2001—2004 гг. — отвечал немецкой федерации гимнастики за разработку и проведение масштабных мероприятий.

В 2005 г., несмотря на проведенную операцию на сердце, был заявлен на ветеранском турнире по гимнастике. В 2012 г. представлял Германии на показательных выступлениях в Гонконге. Планировал участие на Международном фестивале немецкой гимнастики 2013 г. в регионе Рейн-Неккар.